# Færge
En færge er en skibstype, der transporterer personer, biler, jernbanetog mv. fra én færgehavn til en anden – i fast rutefart. En færge udfylder samme funktion som en bro.
Lande som Danmark, Nederlandene og Storbritannien som har lange kystlinjer og adskillige øer har traditioner for færger. 
Broer erstatter eller supplerer ofte tidligere færgeforbindelser, f.eks. er de navnkundige storebæltsfærger erstattet af Storebæltsbroen, og forskellige Øresundsruter erstattet af Øresundsforbindelsen. Ofte er det dog ikke muligt på grund af afstanden eller geografiske forhold. 
Oprindeligt blev færgetrafikken udfyldt af diverse fragtskibe, der medbragte passagerer på deres godsruter. Efterhånden steg behovet for passagertransport, og egentlige passagerfærger blev bygget. De fleste steder dog stadig med mulighed for at medbringe en vis mængde gods, men med passagerer som primær last. Efterhånden steg behovet for at medbringe tog, biler og især lastbiler på bådene, og efter anden verdenskrig udvikledes RORO-færger (Roll On Roll Off) hvor køretøjer selv kunne køre af og på i stedet for at skulle hejses om bord med kran. Flere kombinationsfærger er siden kommet frem, blandt andet:
- RoPax – biler på bildæk og passagerer på øvrige dæk, oftest over bildækket/dækkene
- ConRo – biler under dæk og ISO-containere på dækket
- RoLo – biler under dæk og krangods på dækket

I nyere tid er der også indsat hurtigfærger, der med en hastighed af op til 84 km/timen befordrer både personer og biler. Danmarks hurtigste er katamaranerne Express 5 og Express 1 på Rønne-Ystadruten, samt Express 2 / Express 3 / Express 4 på Kattegat mellem Jylland og Sjælland. Flere mindre færger er elektriske.
I Nederlandene sejler skibe mellem Harlingen og øerne Terschelling og Vlieland i Vadehavet. I det Irske Hav findes flere forbindelser mellem Irland og Storbritannien. Mellem Hamborg og Helgoland i Tyskland betjenes overfarten med en mindre katamaran: Halunder Jet.

## Færgeruter i og fra Danmark
Mindre færgeruter får 136 mio kr tilskud.
Liste over danske færgeruter:
Indenrigs - (Der er omkring 50 faste færgeruter i Danmark)
| Ruten                       | kendt som         | Selskab/kommentar         |
| --------------------------- | ----------------- | ------------------------- |
| Aarhus - Odden              | ...               | Molslinjen                |
| Christiansø - Allinge       | ...               | Christiansøfarten         |
| Christiansø - Gudhjem       | ...               | Christiansøfarten         |
| Arup - Feggesund            | ...               | Mors-Thy Færgefart        |
| Assens - Bågø               | ...               |                           |
| Ballebro - Hardeshøj        | ...               |                           |
| Ballen - Kalundborg         | Samsølinjen       | Molslinjen                |
| Barsø landing - Barsø       | ...               |                           |
| Bogø-Stubbekøbing           | Bogø-Stubbekøbing | [ 5 ]                     |
| Branden - Fur               | ...               | Skive Kommune             |
| Ebeltoft - Odden            | ...               | Molslinjen                |
| Egholm - Aalborg            | ...               |                           |
| Esbjerg - Fanø              | Fanølinjen        | Molslinjen                |
| Frederikshavn - Læsø        | ...               |                           |
| Fynshav - Bøjden            | Alslinjen         | Molslinjen                |
| Fynshav - Søby              | Ellen             | Ærøfærgerne v/Ærø Kommune |
| Fåborg - Avernakø - Lyø     | ...               |                           |
| Fåborg - Bjørnø             | ...               |                           |
| Fåborg - Søby               | Ærøfærgerne       | Ærøfærgerne v/Ærø Kommune |
| Grenå - Anholt              | ...               |                           |
| Hals - Egense               | ...               |                           |
| Havnsø - Sejrø              | ...               |                           |
| Havnsø - Nekselø            | ...               |                           |
| Hundested - Rørvig          | ...               |                           |
| Hou - Sælvig                | ...               | Samsø                     |
| Hou - Tunø                  | ...               |                           |
| Hvalpsund - Sundøre         | ...               |                           |
| Kleppen - Venø              | ...               |                           |
| Kulhuse - Sølager           | ...               |                           |
| Kragenæs - Femø             | ...               |                           |
| Kragenæs - Fejø             | ...               |                           |
| København - Hven            | ...               |                           |
| Marstal - Birkholm          | ...               |                           |
| Marstal - Rudkøbing         | Ærøxpressen       | ÆrøXpressen A/S           |
| Mellerup - Voer             | ...               |                           |
| Mors - Thy Næssund          | ...               | Mors-Thy Færgefart        |
| Orø - Hammer bakke          | ...               | Østre færge               |
| Orø - Holbæk                | ...               |                           |
| Rudkøbing - Strynø          | ...               |                           |
| Rønbjerg - Livø             | ...               | M/S Bertha-K Aps          |
| Rønne - Køge                | Bornholmslinjen   | Molslinjen                |
| Snaptun - Endelave - Hjarnø | ...               |                           |
| Spodsbjerg-Tårs             | Langelandslinjen  | Molslinjen                |
| Stigsnæs - Agerø            | ...               |                           |
| Stigsnæs - Omø              | ...               |                           |
| Struer - Venø               | ...               |                           |
| Svendborg - Hjortø          | ...               |                           |
| Svendborg - Skarø - Drejø   | ...               |                           |
| Svendborg - Ærøskøbing      | Ærøfærgerne       | Ærøfærgerne v/Ærø Kommune |
| Thyborøn - Agger            | ...               |                           |
| Udbyhøj Nord/Syd            | ...               |                           |
| Årøsund - Årø               | ...               |                           |

Udenrigs
| Ruten                               | kendt som         | Selskab/kommentar                                                                    |
| ----------------------------------- | ----------------- | ------------------------------------------------------------------------------------ |
| Allinge - Simrishamn                | ...               |                                                                                      |
| Frederikshavn - Oslo                | Oslo-båden        | DFDS Seaways                                                                         |
| Frederikshavn - Gøteborg            | ...               | Stena-Line                                                                           |
| Gedser-Rostock                      | ...               | Scandlines                                                                           |
| Grenaa - Halmstad                   | ...               | Stena-Line                                                                           |
| Helsingør - Helsingborg             | ...               | ForSea er målt i antal ankomster og afgange den travleste enkelte færgerute i Europa |
| Helsingør - Helsingborg             | ...               | Sundbusserne                                                                         |
| Hirtshals - Kristiansand            | ...               | Color Line                                                                           |
| Hirtshals - Larvik                  | ...               | Color Line                                                                           |
| Hirtshals - Langesund               | ...               | Fjord Line                                                                           |
| Hirtshals - Stavanger-Bergen        | ...               | Fjord Line                                                                           |
| Hirtshals - Krisiansand             | ...               | Fjord Line om sommeren                                                               |
| Hirtshals - Thorshavn-Seydisfjordur | ...               | Smyril Line er med 1504 km en af verdens længste færgeruter                          |
| Neksø - Kolobrzeg                   | ...               | Polen                                                                                |
| København-Oslo                      | Oslo-båden        | DFDS Seaways                                                                         |
| København - Swinoujscie             | ...               | Polferries                                                                           |
| Rødby-Puttgarden                    | Fugleflugtslinjen | Scandlines                                                                           |
| Rømø - Sylt                         | ...               |                                                                                      |
| Rønne - Sassnitz                    | Bornholmslinjen   | Molslinjen                                                                           |
| Rønne - Swinoujscie                 | ...               | Polferries                                                                           |
| Rønne-Ystad                         | Bornholmslinjen   | Molslinjen                                                                           |

Tidligere ruter
| Ruten               | kendt som      | Selskab/kommentar           |
| ------------------- | -------------- | --------------------------- |
| Aarhus - Kalundborg | Kattegat-ruten | indtil 2013                 |
| Aarhus - København  | Flyvefisken    | 1992-1993                   |
| Bandholm - Askø     |                | Lolland Kommune indtil 2025 |

## Færgetyper
- Bilfærger
- Hurtigfærger
- Jernbanefærger
- Passagerfærger
- Cruisefærger